# Керченський державний морський технологічний університет
Ке́рченський держа́вний морськи́й технологі́чний університе́т — єдиний державний вищий навчальний заклад, який готує кадри для рибопромислової галузі. Усі спеціальності університету так або інакше зв'язані з видобутком риби і морепродуктів, їхньою переробкою, економікою рибної галузі, підготовкою викладацьких кадрів для навчальних закладів галузі.
На балансі університету знаходяться навчально-вітрильне судно «Херсонес», навчально-тренувальне судно «Катран», навчально-морська база. В університеті створено навчально-тренажерний центр як підрозділ галузевого значення з підготовки та атестації плавскладу морських суден відповідно Конвенції ПДНВ. Університет має 5 навчальних корпусів і упорядковане 8-поверховий гуртожиток, в якому надаються місця всім іногороднім студентам денної та заочної форм навчання.

## Історія
27 лютого 1992 року було створено самостійний навчальний заклад — Керченський морський технологічний інститут (КМТІ).
У 1997 році Керченський морський технологічний інститут переданий до складу підприємств і організацій Міністерства рибної промисловості України. Відповідно до пропозиції Державного департаменту рибного господарства України на базі ВНЗ був сформований навчально-науково-виробничий комплекс. Засновниками комплексу є Керченський морський технологічний інститут, Херсонське морехідне училище рибної промисловості, Одеське морехідне училище рибної промисловості ім. Олексія Соляника, Білгород-дністровський морський рибопромисловий технікум, Південний науково-дослідний інститут рибного господарства і океанографії (ПівденНІРО).
У цьому ж році до складу інституту на правах структурного підрозділу був введений Керченський судномеханічний технікум.
12 липня 2006 року на базі Керченського морського технологічного інституту (КМТІ) створений Керченський державний морський технологічний університет (КДМТУ).
У 2007 році університет переведений з-під безпосереднього підпорядкування Міністерства аграрної політики в підпорядкування Державного комітету рибного господарства України. При цьому в частині методичного забезпечення збережені безпосередні зв'язки університету з Науково-методичним центром департаменту аграрної освіти та науки Міністерства аграрної політики України.
У 2008 році Керченський державний морський технологічний університет отримав сертифікат про акредитацію вищого навчального закладу III рівня.
У 2009 році у КДМТУ внесений до Державного реєстру вищих навчальних закладів України.

## Структура університету
У складі університету функціонують три факультети:
- Морський факультет.
- Технологічний факультет.
- Факультет післядипломної освіти.

І чотири навчальних підрозділи:
- Керченський судномеханічний технікум.
- Білгород-дністровський морський рибопромисловий технікум.
- Одеське морехідне училище рибної промисловості ім. Олексія Соляника.
- Херсонське морехідне училище рибної промисловості.

## Напрями підготовки і спеціальності
- Напрямок 6.070104 «Морський та річковий транспорт» — рівень «Бакалавр»;
- Спеціальність 7.07010401 «Судноводіння» — рівень «Спеціаліст»;
- Напрямок 6.070104 «Морський та річковий транспорт» — рівень «Бакалавр»;
- Спеціальність 7.07010402 «Експлуатація суднових енергетичних установок» — рівень «Спеціаліст»;
- Напрямок 6.070104 «Морський та річковий транспорт» — рівень «Бакалавр»;
- Спеціальність 7.07010404 «Експлуатація суднового електрообладнання і засобів автоматики» — рівень «Спеціаліст»;
- Напрямок 6.050702 «Електромеханіка» — рівень «Бакалавр»;
- Спеціальність 7.05070204 «Електромеханічні системи автоматизації та електропривод» — рівень «Спеціаліст»;
- Напрямок 6.030504 «Економіка підприємства» — рівень «Бакалавр»;
- Спеціальність 7.03050401 «Економіка підприємства» — рівень «Спеціаліст»;
- Напрямок 6.030509 «Облік і аудит» — рівень «Бакалавр»;
- Спеціальність 7.03050901 «Облік і аудит» — рівень «Спеціаліст»;
- Напрямок 6.040106 «Екологія, охорона навколишнього середовища та збалансоване природокористування» — рівень «Бакалавр»;
- Спеціальність 7.04010601 «Екологія та охорона навколишнього середовища» — рівень «Спеціаліст»;
- Спеціальність 8.04010601 «Екологія та охорона навколишнього середовища» — рівень «Магістр»;
- Напрямок 6.090201 «Водні біоресурси та аквакультура» — рівень «Бакалавр»;
- Спеціальність 7.09020101 «Водні біоресурси» — рівень «Спеціаліст»;
- Спеціальність 8.09020101 «Водні біоресурси» — рівень «Магістр»;
- Напрямок 6.051701 «Харчові технології та інженерія» — рівень «Бакалавр»;
- Спеціальність 7.05170105 «Технології зберігання і переробки водних біоресурсів» — рівень «Спеціаліст»;
- Напрямок 6.050503 «Машинобудування» — рівень «Бакалавр»;
- Спеціальність 7.05050313 «Обладнання переробних і харчових виробництв» — рівень «Спеціаліст»;
- Напрямок 6.130102 «Соціальна робота» — рівень «Бакалавр».

Аспірантура університету проводить підготовку за наступними науковими спеціальностями:
- 03.00.17 «Гідробіологія»;
- 05.05.03 «Двигуни та енергетичні установки»;
- 05.09.03 «Електротехнічні комплекси та системи»;
- 22.00.04 «Спеціальні та галузеві соціології».